# Haloo Helsinki!
Халу Гельсінкі! (англ. Hello, Helsinki!) — поп-гурт із Фінляндії, заснована у 2006 році. Вони випустили п'ять студійних альбомів, і всі вони потрапили в першу десятку фінської таблиці альбомів. З 2007 по 2012 рік гурт був підписаний до EMI Finland, ⁣ і коли їхні основні співробітники перейшли на суб-лейбл Sony , Ratas Music Group, гурт наслідував їхній приклад. У 2013 році, Haloo Helsinki! став першим фінським художником, чотири поспіль сингли («Jos mun pokka pettää», «Huuda!», «Vapaus käteen jää», «Maailma on tehty meitä varten») досягли першого місця в таблиці комерційних фінських радіостанцій.

## Заснування гурту та роки EMI (2006—2011)
Гітарист гурту Лео Гаканен та Єре Марттіла знайомі ще з дитсадка. Вони обидва виросли в районі Суутаріла на півночі Гельсінкі. В останні роки навчання в школі вони набрали вони запросили барабанщика Юкку Солдана у свій гурт, оскільки знали, що він був найвправнішим барабанщиком школи.
Восени 2006 року Гаканен та Марттіла шукали нового співака для свого гурту. Вони зв'язалися зі своїм майбутнім менеджером Петром Коклюшкіним, який знайшов співачку-басистку Еллі (вона ж Еліса Тійлікайнен, нар. 30 липня 1990 р.). Еллі родом із Калліо, але її родина зі східної Фінляндії, району озера Саймаа.
Перший альбом Haloo Helsinki! був випущений в серпні 2008 р. і потрапив на 6 сходинку у фінському чарті альбомів. Альбом протримався в чартах сім тижнів.
У 2009 році Haloo Helsinki! виконав на радіостанції YleX пісню для Kesäkumi, а саме «Mun sydän sanoo Niin» («Так говорить моє серце»), яка була другим синглом другого альбому Enemmän kuin elää («Більше, ніж жити»), який був випущений у вересні 2009 рік. Альбом посів сьому сходинку у фінських чартах і протримався на чарті чотири тижні.
Третій альбом «III» вийшов 2 березня 2011 року. Він швидко піднявся до 14-ї сходинки у фінських чартах, і залишався там протягом 36 тижнів, з піковою восьмою позицією на 34-му тижні 2011 року. Другий сингл «Maailman toisella puolen» («На іншому кінці світу») став хітом влітку 2011 року, потрапивши на перше місце в радіочартах, і в кращому випадку — № 2 на графіках завантаження № 3 таблиці синглів. Сингл «Maailman toisella puolen» проданий понад 12 000 примірників, що відповідає платиновому диску.
Альбом «III» ознаменував прорив гурту у Фінляндії, і критики видань Helsingin Sanomat і Keskisuomalainen дали їй чотири з п'яти зірок. А Savon Sanomat - п'ять зірок. Альбом «III» було продано понад 22 000 одиниць, що відповідає платиновому диску.
Восени 2011 року EMI Music Finland випустила сингли перших трьох альбомів та трьох раніше не випущених пісень як колекцію. Співпраця гурту з менеджером Петром Коклюшкіним закінчилася після альбому «III».

## Повернення (2020— дотепер)
У жовтні 2020 року гурт випустив сингл під назвою «Lady Domina» до їх очікуваного повернення у 2021 році.
У лютому 2021 року гурт офіційно повернувся, випустивши сингл «Piilotan mun kyyneleet». 20 лютого 2021 року гурт зробив свій перший виступ за два з половиною роки на концерті Uuden Musiikin Kilpailu 2021, виконавши пісню як інтервальний акт.

## Члени

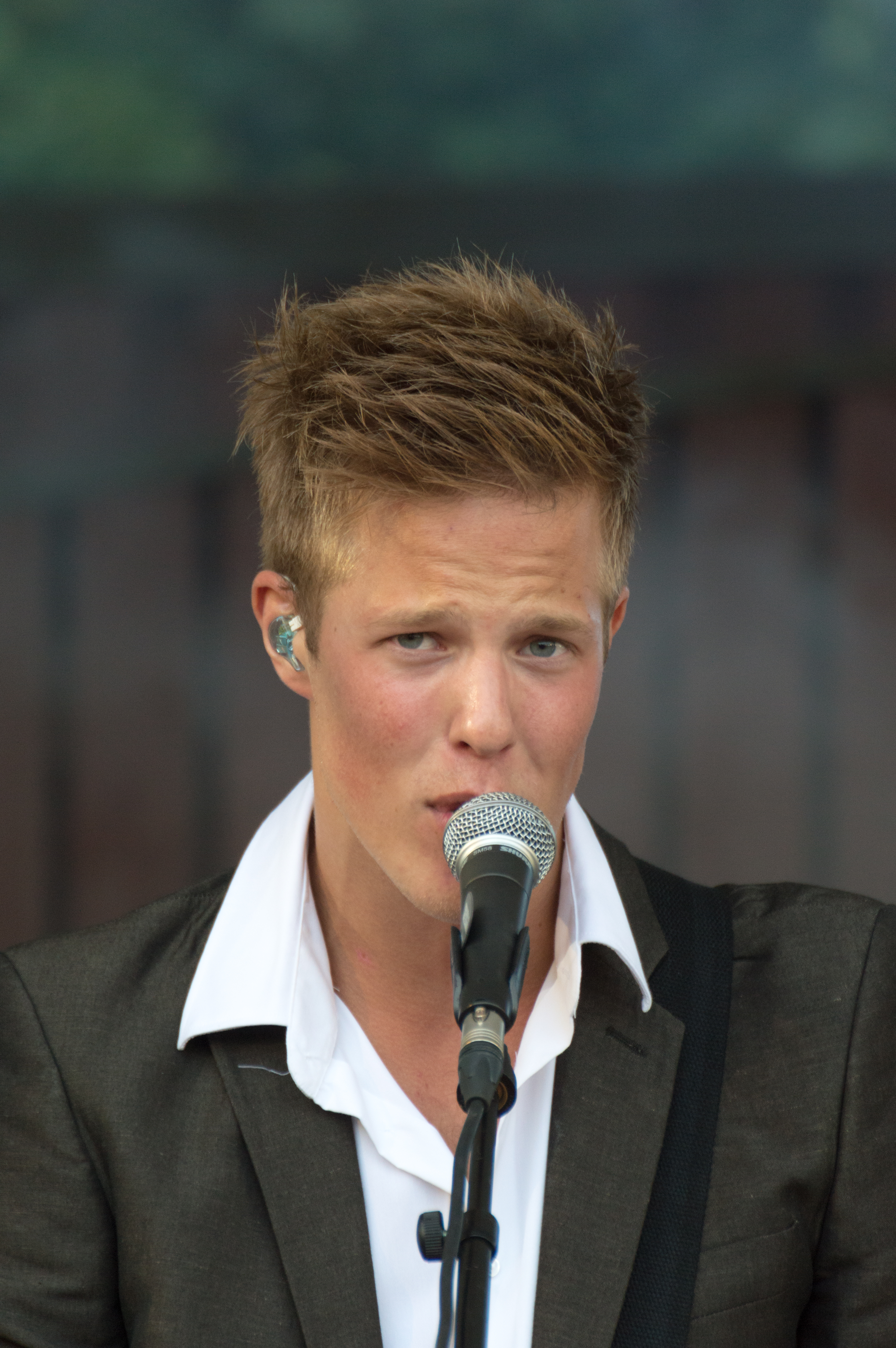
Єре Мартілла - гітара, бек-вокал
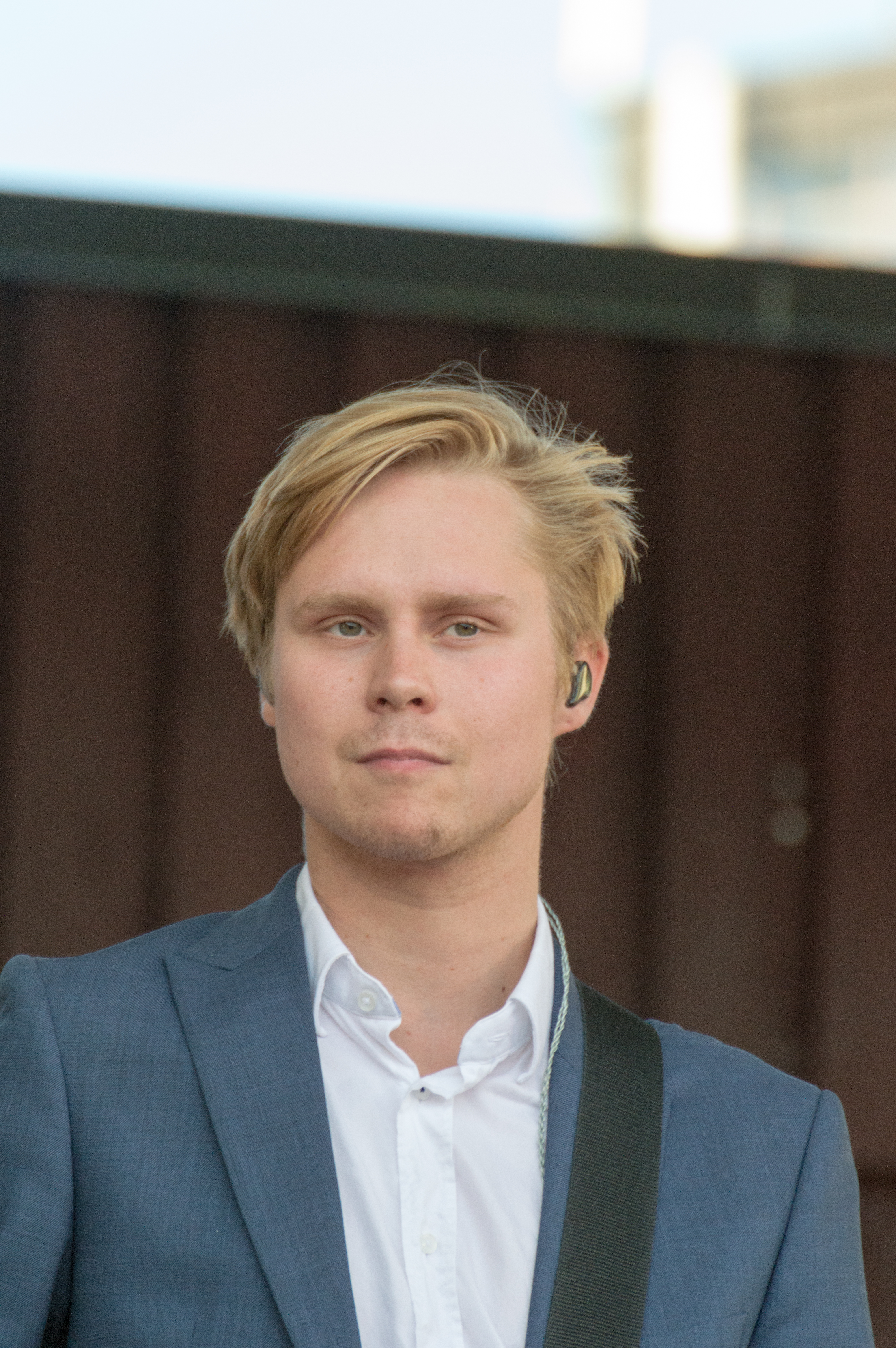
Лео Гаканен - гітара, бек-вокал
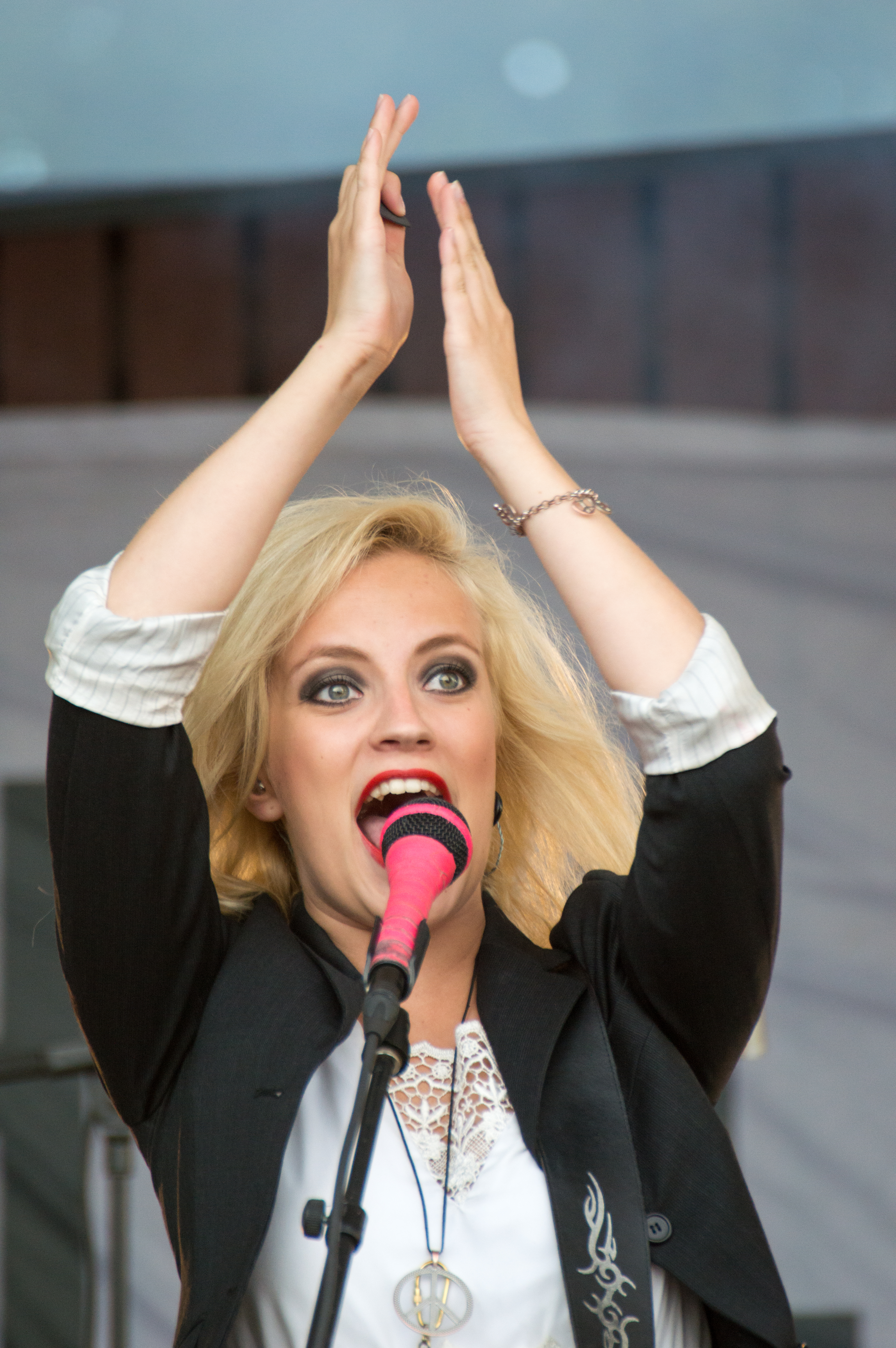
Еллі Галоо (справжнє ім'я Еліса Тійлікайнен) - вокал, бас
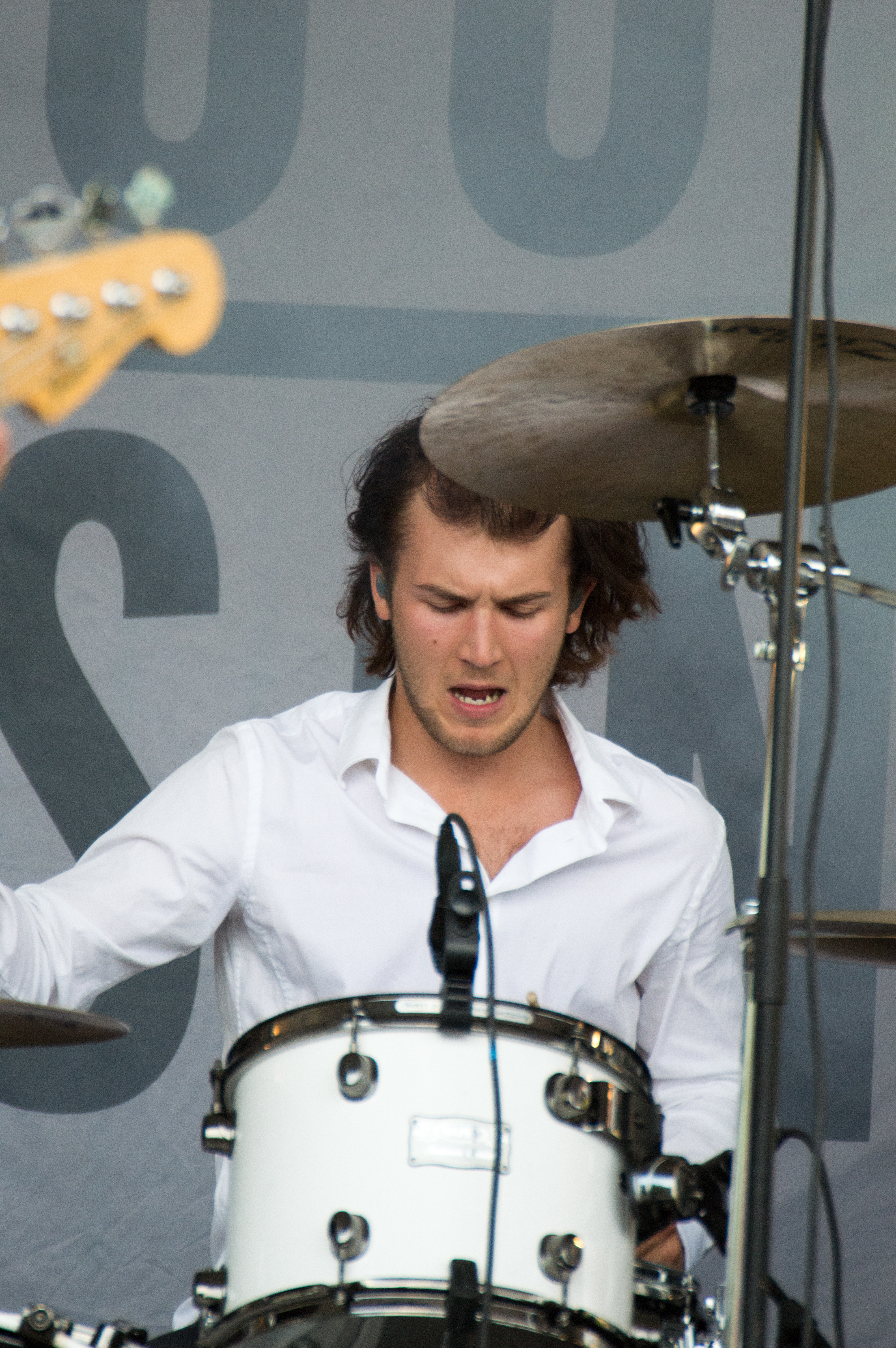
Юкка Солдан - барабани

## Дискографія
- Haloo Helsinki! (2008)
- Enemmän kuin elää (2009)
- III (2011)
- Maailma on tehty meitä varten (2013)
- Kiitos ei ole kirosana (2014)[17]
- Hulluuden Highway (2017)